# Idiochlora minuscula
Idiochlora minuscula là một loài bướm đêm trong họ Geometridae.